# Gunilla Wolde
Barbro Gunilla Kristina Brorsson Wolde (Goteborg, 15 de julio de 1939 – Köpingsvik Parish, 15 de abril de 2015) fue una escritora e ilustradora sueca.
Wolde fue a la Universidad de Arte y Diseño (Konstfack) en Estocolmo, y trabajó como caricaturista e ilustrador satírico político para diarios y revistas como Dagens Nyheter, Svenska Dagbladet, Aftonbladet y la revista maasculina Lektyr.
A principios de los 60, Wolde escribió e ilustró diferentes series de libros para niños, incluido los dibujos de los libros Totte y Emma. Los libros se centraban en situaciones del día a día de la vida de una pequeña ciudad. El chico Totte estaba basada en el hijo de la propia Wolde (Per), y Emma está basada en a misma escritora y en sus hijas. Los libros sobre Totte y Emma han sido republicadas en Suecia, y traducido en 14 idiomas.
Cuando los hijos de Wolde crecieron, dejó de escribir sobre Totte y Emma, cambiando su enfoque a libros sobre caballos, escritos para un público adulto.
Wolde falleció en abril de 2015 a los 75 años, después de una larga enfermedad.